# Messatana
Messatana is een geslacht van hooiwagens uit de familie Cosmetidae.
De wetenschappelijke naam Messatana is voor het eerst geldig gepubliceerd door Strand in 1942. 

## Soorten
Messatana is monotypisch en omvat slechts de volgende soort:
- Messatana scalaris